# Episodi di Mia and Me (seconda stagione)
La seconda stagione di Mia and Me è andata in onda su Rai Gulp dal 5 aprile al 24 settembre 2015.
| nº | Titolo italiano                | Prima TV Mondiale |
| -- | ------------------------------ | ----------------- |
| 1  | Il visitatore misterioso       | 5 aprile 2015     |
| 2  | Dietro al sipario              | 5 aprile 2015     |
| 3  | Gli animali guardiani          | 6 aprile 2015     |
| 4  | Draghi in pericolo             | 6 aprile 2015     |
| 5  | Il Fantasma di Selvanera       | 7 aprile 2015     |
| 6  | L'Incantesimo del Fluido Verde | 7 aprile 2015     |
| 7  | Oltre le mura di liane         | 8 aprile 2015     |
| 8  | Una piuma paterna              | 8 aprile 2015     |
| 9  | Parlando alle Pietre           | 9 aprile 2015     |
| 10 | Danzando con le Stelle         | 9 aprile 2015     |
| 11 | Un compagno indesiderato       | 10 aprile 2015    |
| 12 | Gli amici servono a questo     | 10 aprile 2015    |
| 13 | Ritorno al castello di Panthea | 11 aprile 2015    |
| 14 | Il Bolobo Fischiante           | 12 settembre 2015 |
| 15 | Il mio nome è Varia            | 13 settembre 2015 |
| 16 | Oltre il Ponte Arcobaleno      | 14 settembre 2015 |
| 17 | Scelta di campo                | 15 settembre 2015 |
| 18 | Una doccia di polline          | 16 settembre 2015 |
| 19 | Il Fiore di Fuoco              | 17 settembre 2015 |
| 20 | Verso Nord                     | 18 settembre 2015 |
| 21 | Il Re degli Unicorni           | 19 settembre 2015 |
| 22 | Il Ruscello Arcobaleno         | 20 settembre 2015 |
| 23 | Nascondino                     | 21 settembre 2015 |
| 24 | Una situazione appiccicosa     | 22 settembre 2015 |
| 25 | La squadra più forte           | 23 settembre 2015 |
| 26 | L'incantesimo spezzato         | 24 settembre 2015 |

## Oracoli
26) Una nuova minaccia arriva con la guardia abbassata, la sua generosità è una mascherata
27) Se l'intenzioni dello straniero vuoi sapere, dietro la sua guisa devi guardare
28) A volte tosse, a volte starnuti, fan sì che i nemici siano abbattuti
29) Amici coraggiosi che furono nemici una volta, affrontato il pericolo dentro a una grotta
30) Non temere il fantasma nell'oscura foresta, ricorda ciò che in te il rispetto desta
31) Un passaggio segreto utile per fuggire, ha un grande pericolo si può aprire
32) Se litigherai dei rischi correrai, ma abbi fiducia e lo scopo otterrai
33) Prima di iniziare la grande avventura, scopri i segreti della tua natura
34) Se lavori con il vento e con la roccia parlerai, presto una grande ricompensa riceverai
35) Se coprir vorrai grandi distanze, in premio con le stelle aprirai le danze
36) Il ladro lo trovi nella sua roccaforte, dov'è al sicuro e dov'è forte
37) Nella ricchezza che sempre cresce, la tua missione al meglio riesce
38) Va dove l'Elfo Nero un tempo ha dimorato e usa il fantasma di un conflitto passato
39) Quando tacciano i fischi e il silenzio è un miracolo, l'arte dell'esiliato da inizio allo spettacolo
40) C'è uno straniero dentro al palazzo, pieno di astuzia, trucchi e malizia
41) Lo sguardo dell'altro ti servirà a capire che colui che é unico gli occhi deve ancora aprire
42) Chi cattura i tuoi amici con il vile inganno, l'ira del divino affronterà con affanno
43) I suoi ultimi giorni sono noti alla vecchia avversaria, ma sol la natura del segreto é affidataria
44) Il fiore che ti occorre non è un gioco, non puoi possederlo se non col fuoco
45) Se ti sei perso non disperare, chi hai salvato ti verrà ad aiutare
46) Quando i tuoi amici sono in pericolo non disperare, ciò che vi è unito gli altri può debilitare
47) Per riprenderti ciò che teco appartiene, la scia che lascia devi seguire per bene
48) Il tuo vero amico è sempre nei paraggi, e ti accompagna spesso nei tuoi viaggi
49) Hai accanto un amico disonesto, ma esser potrebbe addirittura funesto
50) Per battere il nemico e varcare il muro, libera il più grande fra tutti loro
51) Se al sortilegio vuoi porre fine, getta nel pozzo quella pozione